# Alegerea Civică
Alegerea Civică (Scelta Civica) este o alianță electorală italiană pentru alegerile din februarie 2013. A fost formată pentru a susține guvernul prim-ministrului tehnocrat, Mario Monti și reformele sale. Platforma sa este bazată din manifestul lui Monti intitulat "Reformăm Italia. Schimbăm Europa".

## Caracteristici și compoziție
Scelta Civica este formată din Alegerea Civică, o listă electorală condusă de Monti, Uniunea de Centru, un partid parlamentar de centru cu importanță mică și Partidul Viitor și Libertate, un partid desprins din Poporul pentru Libertate (PdL), fostul partid de guvernare din perioada 2008-2011. Coaliția este susținută de Partidul Popular European (PPE) și de mai multe partide politice, organizații civile și persoane fizice, ca Viitoarea Italie, Partidul Liberal Italian, partidul Spre a treia Republică, Renato Balduzzi, Francesco Profumo, Mario Catania, Antonio Catricalà și Enzo Moavero Milanesi, câțiva dintre miniștrii cabinetului non-partizan a lui Monti, precum și de niște foști reprezentanți ai PdL și PD. Foști reprezentanți ai PdL au format grupul Italia Populară pentru Monti, în timp ce foști reprezentanți ai PD au format grupul Popularii Democrați pentru Monti. Ambele grupuri nu vor avea candidați la Camera Deputaților, dar câțiva dintre membrii vor candida la Senat pe listele Alegerii Civice.
Con Monti per l'Italia va candida pe o singură listă pentru Camera Deputaților, în timp ce Uniunea de Centru, Alegerea Civică și Viitorul pentru Libertate vor candida pe liste proprii la Senat, din cauza particulităților din legea electorală a Italiei. Monti a prezentat o listă care respinge noțiunile tradiționale ale centrului, dreptei sau stângii politice.